# Mon chat et moi, la grande aventure de Rroû
Pour plus de détails, voir Fiche technique et Distribution.
Mon chat et moi, la grande aventure de Rroû est un film réalisé par Guillaume Maidatchevsky et sorti en 2023. Il s'agit d'une adaptation du roman Rroû de Maurice Genevoix publié en 1931 et réédité en 2023 à l'occasion de la sortie du film. Le film met en scène Capucine Sainson-Fabresse et Corinne Masiero. Le titre utilisé pour ce film dans les pays anglophones est "A Cat's Life". Dans les versions anglaises du film, le nom du chat est "Lou".

## Synopsis
Rroû est un chaton de la ville, vif et curieux, qui découvre la vie sur les toits de Paris. Son destin bascule lorsqu'une fillette de dix ans, Clémence, l'adopte et l'emmène dans sa maison de campagne au cœur des montagnes vosgiennes. C'est le début d'une aventure commune pour Clémence et Rroû, qui vont grandir ensemble et vivre une histoire qui les transformera à tout jamais. Ils croiseront la route de Madeleine, la voisine qui aidera la fillette à retrouver son chaton.
L'histoire se déroule sur une année, avec des scènes se déroulant environ tous les trois mois. Le chat était seul dans les bois pendant une partie de cette période.
(Terme avec spoilers)
Le titre du film vous fait penser qu'il s'agit d'un chat de compagnie qui vit aussi bien à l'intérieur qu'à l'extérieur. C'est presque réaliste comme un documentaire. Cependant, cela peut effrayer les amoureux des animaux de compagnie, jeunes et vieux. Si vous êtes à la recherche d'un film relaxant et mignon sur le plaisir et l'amour des animaux de compagnie, ce film n'est pas pour vous. Le film ne parle pas de la vie du chat du point de vue du chat, mais de la façon dont les humains pensent qu'elle interfère dans leur vie de famille. Il s'agit de ce que le voisin curieux des bois dit à la mère quoi faire du chat qui aurait appartenu à la fille. Il y a de nombreux problèmes avec l'histoire qui dérangeraient les téléspectateurs de tous âges. Voici l'histoire. La mère chat avait des chatons, chasse pour se nourrir, tombe de corde/passerelle et meurt. Ses chatons ont ensuite été laissés seuls dans le grenier de la maison. Un enfant apporte du lait aux chatons du grenier, mais ne les adopte pas. Elle est alors autorisée à en garder un. On ne sait pas ce qui arrive au reste d’entre eux. Ses parents se battent, se disputent et envisagent de divorcer dès le début du film. La jeune fille se rend dans leur chalet avec ses parents. Ils vendront le chalet. Les parents se disputent et divorcent, ne veulent pas le dire à l'enfant. Plusieurs fois, un chat blanc a regardé par la fenêtre et a rendu visite au chaton. Le chaton a couru par la porte pour chercher le chat et a essayé de le faire entrer dans la maison en utilisant la porte du chat. Le chaton a failli être attrapé par un lynx. Les humains n'ont pas adopté les chats. Quand il était temps de retourner chez eux en ville, la mère n'attendait pas que l'enfant trouve le chat qui avait couru par la porte. La mère a demandé au voisin de l'appeler si elle trouvait le chat. Pendant ce temps, l'enfant courait à travers les bois pour tenter de retrouver le chat. Le voisin a poursuivi la jeune fille et a découvert qu'un sanglier chargeait vers la jeune fille. Le voisin a tué un sanglier parce qu'il chargeait vers la jeune fille qui cherchait son chat dans les bois alors qu'il était temps pour elle de retourner en ville avec sa mère. Le sanglier était une mère défendant ses bébés. Sa mère voulait y laisser le chat. Ils sont partis sans trouver le chat. Le voisin s'est plaint de devoir tuer le sanglier et laisser les bébés porcelets sans mère. Elle n'a pas montré la même inquiétude pour le chat. Le voisin du chalet dans les bois a trouvé le chat coincé dans des barbelés et s'est demandé comment les barbelés et autres déchets étaient arrivés là. Elle n'a pas sorti les déchets des bois. Le chat a été blessé. Le voisin a appelé la mère de la jeune fille et lui a dit qu'elle voulait tuer le chaton sans le dire à l'enfant et faire comme si c'était toujours perdu.  La mère et l'enfant sont venus rendre visite au chat et voir si ça irait mieux. La voisine du chalet était en colère contre l'enfant et lui a dit qu'elle devrait tuer le chat et lui a montré l'instrument de mort qu'elle avait préparé, une seringue dans une boîte. Elle a dit qu'elle donnerait au chat trois jours pour se remettre de ses blessures ou être tuée/euthanasiée. Le chat s'est bien passé. La poubelle avec le fil de fer barbelé était toujours là-bas dans les bois. Ils ont mis le chat dehors dans les bois et l'ont laissé là. Il était avec le chat blanc qui l'avait regardé plusieurs fois par la fenêtre. Ils ont grimpé à un arbre. Les humains adultes étaient satisfaits. L'enfant est rentré en ville sans le chat. Ils ne leur ont pas donné de « maison éternelle » à l’intérieur, même s’il est né dans leur grenier de la ville. L’histoire ne parlait pas de ce que le chat pensait de la perte de sa mère et de ses humains. Les téléspectateurs de tous âges ont pleuré. Les chats étaient en danger constant dehors. Les experts en chats conseillent aux humains que les chats domestiques doivent vivre à l'intérieur.

## Fiche technique
- Titre original : Mon chat et moi, la grande aventure de Rroû[3],[4],[5]
- Réalisation : Guillaume Maidatchevsky
- Scénario : Guillaume Maidatchevsky et Michaël Souhaité, d'après le roman Rroû de Maurice Genevoix
- Musique : Julien Jaouen
- Décors : Marina Caudron
- Montage : Jeanne Kef
- Costumes : Marie Credou
- Dresseuse d'animaux : Muriel Bec pour Animal Contact
- Coachs animaliers : Lisa Humblot, Marine Blanchet, Mélanie Rabin, Émilie Anceau et Jean-François Lefebvre
- Directeur de la photographie : Daniel Meyer
- Production : Jean-Pierre Bailly et Stéphane Millière
- Sociétés de production : Orange Studio, MC4 Production, JMH & Filo Films, Gedeon Programmes[2] ; avec la participation de Canal+ et Ciné+ ; en association avec Cinécap 5, La Banque Postale, Image 14, Cinéaxe 3, Cinémage 16 et Indéfilms 10
- Société de distribution : Orange Studio/UGC (France)
- Format : couleur - son : 5.1
- Budget : n/a
- Pays de production :  France
- Langue originale : français
- Genre : aventures[6]
- Durée : 83 minutes
- Dates de sortie :
  - France : 5 avril 2023
- Classification :
  - France : tous publics lors de sa sortie

## Distribution
- Capucine Sainson-Fabresse : Clémence
- Corinne Masiero : Madeleine
- Lucie Laurent : Isa, la mère de Clémence
- Nicolas Casar Umbdenstock : Fred, le père de Clémence
- Juliette Gillis : la copine de Clémence

## Production
Les différentes scènes du film, réinterprétation moderne de l'ouvrage de Maurice Genevoix, ont été tournées à Paris et à Nancy pour les intérieurs, et dans le massif vosgien, à Plainfaing et à La Bresse, pour les extérieurs,. Avec une réalisation à hauteur de chat, le film fait de chaque animal un personnage à part entière, avec ses émotions et son caractère propre, le tout dans des paysages montagneux plus beaux que jamais.
Muriel Bec, la spécialiste du dressage animalier pour le cinéma a "coaché" les animaux du film. Metteuse en scène animalière, elle a plus de 150 tournages à son actif, comme L'École buissonnière, La Famille Bélier ou des séries comme Belle et Sébastien.

## Accueil

### Accueil critique
Sur le site AlloCiné, qui recense 11 critiques de presse, le film obtient la note moyenne de 2,7⁄5.
Pour L'Obs, « beauté de la nature, turnover des saisons, double roman d’apprentissage (celui de Clémence et du matou), irruption de Corinne Masiero en ermite altermondialiste bourrue, Maidatchevsky filme à hauteur de félin, de manière attendue mais fidèle, ce petit film d’aventures, avec une idée en tête : montrer le libre arbitre et l’ingéniosité de celles qu’on appelle un peu stupidement les « bêtes ». »
Claudine Levanneur, pour le site aVoir-aLire, résume sa critique avec ces mots : « Un spectacle familial qui, en plus de ravir à coup sûr les amoureux des chats, se transforme en une ode magnifique à la nature, à l’amitié et à la liberté. »
Christophe Caron (La Voix du Nord) a apprécié ce long-métrage. Il souligne le rôle de Corinne Masiero mais déplore que les autres personnages aient moins d'envergure. Il voit dans « ce joli spectacle familial (...) le mérite d’adapter son discours aux générations nouvelles, que ce soit sur le bien-être animal ou cette fâcheuse propension d’une espèce appelée l’humain à souiller les bois de ses détritus ».
“A Cat's Life” est un film français classé PG de 2023 sorti aux États-Unis le 29 mars 2024. L'orientation parentale est suggérée pour l'adaptation cinématographique 2023 (La vie d'un chat) du roman français populaire « »Rroû« » de Maurice Genevoix. www.movieinsider.com/m22641/a-cats-life
Ceci est une description du film français de 2023, « La vie d'un chat » (Titre original : Mon chat et moi, la grande aventure de Rroû) (2023, PG, 1 h 23 m). Le site de l'IMDB rapporte que le film « suit le voyage de Clémence et de sa minette, Rroû (Lou), alors qu'ils quittent Paris pour passer les vacances à la campagne ». Là-bas, Rroû profite de la faune et se lie d'amitié avec Câline, un chaton blanc qui rôde dans les bois. Le slogan prétend qu'il s'agit d'un « petit chat dans une grande aventure »  Évaluation des films (MPA) - Il est classé PG pour « le matériel thématique, certains périls et la langue »
Un autre critique sur IMDB dit : “, un chat a besoin d'une vie en plein air pour rencontrer d'autres animaux, se battre, jouer, avoir peur, c'est à quel point un chat est curieux.”
Un critique de reddit.com dit que “A Cat's Life” est le pire film de 2024 à ce jour et qu'il est horrible. Elle adore les chats et les films et pensait que ce serait évidemment comme le film Milo & Otis. Elle est en colère d'avoir eu tort à ce sujet.  Elle a dit : “Le film avait tellement de changements de ton, il était plus confus que moi. Récit horrible. Dialogue horrible. Les parents étaient stupides. Ils annoncent leur divorce puis [on voit] une gamine heureuse qui joue avec son chat. Son chat n'écoute pas au chalet alors la jeune fille le punit en [mettant et] le laissant seul dehors. La maman veut partir [revenir à Paris] après l'avoir à peine cherché. Le chat meurt presque dans des barbelés. Il survit, puis abandonne son propriétaire (et est abandonné par son propriétaire).”
Le site Web Rotten Tomatoes décrit l'intrigue comme ceci. “Clémence sauve un chaton nommé Lou dans son grenier parisien, et ils forment un lien incassable. Ils s'aventurent à la campagne pour les vacances de sa famille, où la curiosité de Lou mène à des aventures passionnantes dans les bois. Au milieu de nouvelles amitiés et dangers, le voyage de Lou se déroule, marquant une transformation d'un chaton curieux en un chat courageux et aventureux.” Un critique du même site Web a écrit : "J'ai pris ma fille de 5 ans et cela l'a fait pleurer inutilement. L'intrigue n'avait aucun sens. Mais une étoile pour les chats mignons."
Bande-annonce mignonne pour Adorable film français 'A Cat's Life' About Growing Up, par Alex Billington, 26 février 2024, Source : YouTube, Bande-annonce de A Cat's Life
« Lou, j'aimerais pouvoir grandir aussi vite que toi... » Capelight Pictures & Blue Fox Ent. ont révélé une bande-annonce officielle américaine pour un joli film animalier intitulé A Cat's Life, un « film familial chaleureux et éducatif » français Évidemment, il s'agit d'un chat ; le film est adapté d'un roman français nommé « Rroû » sur un chaton nommé Rroû. Le film suit le parcours de Clémence et de sa minette, Rroû, alors qu'ils quittent Paris pour passer les vacances à la campagne. Là-bas, Rroû profite de la faune et se lie d'amitié avec Câline, un chaton blanc qui rôde dans les bois. Avec une grande sensation pour le moment et des clichés époustouflants de la nature et des animaux, il capture l'amitié entre une fille et un chat qui doivent tous deux apprendre ce que signifie grandir. La version américaine de celui-ci renomme le chat en « Lou », bien que le chat sorte toujours pour une aventure passionnante dans les bois. A Cat's Life met en vedette Capucine Sainson-Fabresse dans le rôle de Clémence, avec Corinne Masiero et Lucie Laurent. Pour la sortie américaine, il a été doublé en anglais car il est principalement destiné aux enfants et à « toute la famille » de profiter... Clémence sauve un chaton nommé Lou dans son grenier parisien, et ils forment un lien incassable. Ils s'aventurent à la campagne pour les vacances de sa famille, où la curiosité de Lou mène à des aventures passionnantes dans les bois. Au milieu de nouvelles amitiés et dangers, le voyage de Lou se déroule, marquant une transformation d'un chaton curieux en un chat courageux et aventureux. La Vie d'un chat, également connue sous le nom de Mon chat et moi, la grande aventure de Rroû en français, est réalisée par le cinéaste français Guillaume Maïdatchevsky, réalisateur des deux films documentaires Vivre avec les loups et Le Voyage d'un renne auparavant, réalisant désormais son premier long métrage narratif avec ce film.
Suit le voyage de Clémence et de son chaton, Lou, alors qu'ils quittent Paris pour passer les vacances à la campagne. Là-bas, Lou apprécie la faune et se lie d'amitié avec un chaton blanc qui rôde dans les bois.
Une description sur YouTube le qualifie de « film d'aventure familial » Le film est sorti initialement en avril 2023 en France mais a été doublé en anglais pour la sortie américaine. A Cat's Life est réalisé par le spécialiste du documentaire et du cinéma sur la nature Guillaume Maidatchevsky et met en vedette Capucine Sainson-Fabresse.
L'histoire d'un chaton vif et curieux qui s'ennuie dans sa vie de chat domestique à Paris. Son sort change lorsque Clémence, dix ans, l'emmène dans sa maison de campagne au cœur des Vosges. Ainsi commence une aventure extraordinaire à travers le désert pour Clémence et Rroû...
Voici ce qu'en dit Brian Orndorf.  “Les gens aiment les chats, et il y a fort à parier que ces fans paieront de l'argent pour assister à un film qui consiste principalement à regarder des félins sous diverses formes de jeu et de curiosité. “A Cat's Life” est une adaptation d'un roman de Maurice Genevoix, avec le co-scénariste/réalisateur Guillaume Maidatchevsky tentant d'amener le monde fluide de l'imagination littéraire à l'écran, en travaillant avec un animal qui n'est généralement pas connu pour sa capacité à être formé. “A Cat's Life” est une production française, évitant souvent l'attrait des mignons de style hollywoodien pour offrir quelque chose de plus primordial sur le comportement et la connexion. Il y a beaucoup de méfaits dans le film, mais le réalisateur ne fait pas un effort strictement doux, choisissant davantage une réalité en matière de vie et de mort, et le stress de la vie humaine, ce qui en fait une expérience visuelle décemment impliquée. L'effort finit par s'éloigner de l'activité du chat dans son mouvement final, mais Maidatchevsky réussit bien à travailler avec ses étoiles à fourrure, créant une caractéristique qui, pour ses deux premiers actes, trouve sa magie dans les simples manières de comportement félin.
Le Festival international du film pour enfants (CHIFF) Australie 2024 évalue l'âge recommandé par le spectateur à plus de huit ans. CHIFF cite Common Sense Media disant : “A Cat's Life” est ‘un excellent film pour les amateurs de chats— et les amoureux des animaux en général’. Il s'agit d'une “tendre histoire de passage à l'âge adulte sur le lien incassable entre une jeune fille et un chat de sauvetage.” Lorsque Clémence découvre un chaton dans son grenier parisien, elle tombe immédiatement amoureuse de lui et le nomme Lou. Le couple forme une amitié étroite qui ne fait que se renforcer alors que le lien entre les parents de Clémence commence à se dénouer. Lorsque toute la famille s'aventure à la campagne pour les vacances d'une famille indispensable, la curiosité de Lou conduit à une série d'aventures passionnantes dans les bois. Découvrant de nouvelles amitiés et dangers inconnus d'un chat de la ville, le voyage de Lou se déroule, marquant une transformation d'un chaton curieux en un chat courageux et aventureux. Alors que le monde autour de Clémence et Lou change, les deux auront plus que jamais besoin l'un de l'autre.
[Remarque : il semble que les scénaristes de CHIFF n'aient pas regardé tout le film. Le lien entre la jeune fille et le chat a été rompu à plusieurs reprises alors que la famille faisait des allers-retours jusqu'au chalet, la jeune fille a mis le chat dehors comme punition injustifiée et l'a abandonné dans les bois. Ce n’est pas un chat de sauvetage lorsqu’il est jeté dehors pour toujours. Un chat de sauvetage est un chat emmené à l’intérieur et adopté par une famille humaine. Le critique traite Lou de chat de sauvetage “,” mais le chaton est tout le temps lâché dehors et laissé se débrouiller seul dans les bois lorsque ses propriétaires quittent le chalet. Ce n'est même pas “rescued” après avoir été blessé dans les bois et proche de la mort pendant trois jours.  Ce n'est pas approprié même pour l'enfant de dix ans du film.]
Clémence, une jeune fille et Rroû, son minou tigré, quittent Paris pour les vacances. Arrivé à la campagne, Rroû découvre la liberté et la nature, mais aussi les dangers de la vie loin de la ville. Durant ses merveilles, Rroû rencontre Câline, un chaton blanc qui devient bientôt son ami, mais aussi un lynx rôdant dans les bois. Rroû commence à profiter de cette faune. Et alors que Clémence doit rentrer à Paris, Rroû devra choisir.
VIOLENCE
Rroû apprend à vivre dans la nature. Il fait face à de dangereux prédateurs qui le poursuivent. Rroû, qui se retrouve affamé dans un poulailler, doit fuir pour éviter d'être picoré et griffu. Le lynx rôde, le hibou poursuit Rroû dans un trou où il se cache. Des traces de sang sont visibles au bout d'une des oreilles de Rroû ainsi que sur son cou. Immobilisé, Rroû est alors pris dans des barbelés qui ressemblent à des ronces. Clémence, dans sa recherche désespérée de Rroû, tombe sur des sangliers (bébés sangliers) qu'elle approche avec tendresse. Mais la mère sanglier (la truie), dans un geste protecteur, court après Clémence pour l'éloigner de ses petits et l'attaquer. Madeleine tire sur la truie alors qu'elle est sur le point de bondir sur Clémence. [Dans la scène de charge du sanglier, il n'y a] aucun détail graphique : on ne voit pas le saut sur la fille, mais on devine qu'elle est en danger. On ne peut voir la truie que sur le sol sans aucune trace de sang.
[Remarque – Cependant, nous voyons le sang sur le chaton, y compris lorsqu'il est emmêlé dans le fil de fer barbelé à la poubelle dans les bois. Le film en français est classé [trop bas] avec une classification du grand public (G).]
IMPACT PSYCHOLOGIQUE /MESSAGES AUX TÉLÉSPECTATEURS
https://www.allocine.fr/article/fichearticle_gen_carticle=1000018628.html
CE QU'ILS VONT AIMER/
Deux grands yeux verts sur la rôde, un manteau doux comme du velours, de petites pattes douillettes... Comment ne pas tomber dans le panneau ? Avec son visage adorable, le chaton Rroû fera fondre le cœur des spectateurs de tous âges ! 
Perçu à travers ses yeux, le monde semble plein de curiosités. Des toits de Paris aux champs de province, en passant par une chambre d'enfant, les nouveaux environnements sont un prétexte au jeu et à la découverte. Un changement de perspective ludique qui ne manquera pas de susciter la curiosité des jeunes téléspectateurs.
Ils devraient facilement s'identifier à Clémence (Capucine Sainson-Fabresse, vue dans Le Trésor du Petit Nicolas), la maîtresse de Rroû, et comprendre ses joies ainsi que ses peines.
Un petit protagoniste curieux et audacieux, un adorable compagnon à quatre pattes, et un beau voyage au cœur de la nature : tout est là pour permettre aux enfants de passer un bon moment !
CE DONT ILS PEUVENT S'INQUIÉTER
Dans la forêt, loin de la ville, la faune peut sembler dérangeante. Les animaux, peu habitués à la présence humaine et guidés par leur instinct prédateur, mènent une bataille acharnée pour leur survie. Rroû chasse les souris des champs, avant d'être poursuivi par un oiseau de proie... C'est comme ça que la vie se passe ! Ces aventures, filmées avec une précision presque documentaire par Guillaume Maidatchevsky (Aïlo : Une odyssée en Laponie), semblent plus grandes que nature et peuvent impressionner.
Si les lois dures du monde animal peuvent troubler les plus jeunes, c'est aussi le cas du personnage de Madeleine, que Clémence appelle familièrement « la sorcière ». Interprétée par Corinne Masiero (Rust and Bone, Les Invisibles), cette passionnée de nature au caractère fort n'hésite pas à être ferme, voire sévère, avec Clémence et son chaton. Mais loin d'être aussi effrayante qu'elle en a l'air, Madeleine s'avère avoir un grand cœur et de belles convictions. Mieux encore, c'est l'une des plus belles leçons de vie du film.
CE QU'ILS VONT GARDER AU FOND DE EUX
De cette excursion en pleine nature, véritable bouffée d'air frais pour les enfants (comme leurs parents !), les spectateurs retiendront de grandes valeurs. Appel à la curiosité, au voyage et à la découverte, le film de Guillaume Maidatchevsky parvient, avec une certaine délicatesse, à interroger ses jeunes spectateurs sur leur rapport aux animaux, aux autres, et même à la vie elle-même. Touchante et fascinante, cette fable de type documentaire devrait satisfaire les publics de tous âges.
[Remarque : les parents ne prennent pas une bouffée d'air frais, ni un second vent – ils divorcent.]

### Box-office
| Pays ou région | Box-office      | Date d'arrêt du box-office | Nombre de semaines |
| -------------- | --------------- | -------------------------- | ------------------ |
| France         | 195 302 entrées | 28 juin 2023               | 12                 |

Pour son premier jour d'exploitation en France, Mon chat et moi, la grande aventure de Rroû a réalisé 9 853 entrées, dont 4 106 en avant-première, pour un total de 950 séances proposées. En comptant pour ce premier jour les avant-premières, le film se positionne en troisième place du box-office des nouveautés pour sa journée de démarrage, derrière Les Trois Mousquetaires : D'Artagnan (197 224) et devant L'Établi (6 361).
Au bout d’une première semaine d’exploitation dans les salles françaises, le long-métrage totalise 45 873 entrées, pour 5 599 séances proposées. En ne comptabilisant pas les avant-premières, le film se positionne à la douzième place du box-office hebdomadaire, derrière Creed III (43 637) et devant Mon crime (39 754).